# Мопа, Шарлемань Эмиль де
Шарлема́нь Эми́ль де Мопа́ (фр. Charlemagne Émile de Maupas; 8 декабря 1818, Бар-сюр-Об — 18 июня 1888, Париж) — французский политический деятель; реакционер, в должности префекта парижской полиции способствовавший государственному перевороту во Франции и возвращению монархической власти, за что удостоился поста министра полиции Второй империи (1851—1853); противник свободы слова и печати.

## Биография
Шарлемань Эмиль де Мопа родился в 1818 году.
Написал «Considérations sur le système des impôts» («Размышления о налоговой системе»; Париж, 1841), во время правления Гизо (1847—1848) был супрефектом. Отправленный в отставку временным правительством, он примкнул к партии бонапартистов и быстро поднялся на служебной лестнице до звания префекта полиции в Париже (1851, ноябрь). Он был одним из немногих лиц, посвященных Луи-Наполеоном во все подробности предстоявшего переворота, и обнаружил большую решительность при его исполнении: ему был поручен арест всех опасных лиц. В одной из опубликованных им прокламаций (2 декабря) он приглашал парижан сохранять спокойствие, угрожая в противном случае суровыми мерами репрессии, а в другой (4 декабря) объявлял, что будет — без предварительного приглашения разойтись — рассеивать скопления народа открытой силой, и запрещал движение по улицам всех общественных и частных экипажей, кроме занятых перевозкой снарядов или съестных припасов. Несколько недель спустя Мопа был назначен министром полиции. В этой должности он организовал шпионаж, систематически теснил печать. Его попытка арестовать и сослать без суда в административном порядке 20 наиболее влиятельных журналистов была заранее обнаружена Жирарденом и не удалась.
В 1853 году министерство полиции было уничтожено, и Мопа был назначен посланником в Неаполь; через год он занял место в сенате, где был одним из крайних консерваторов. После падения Империи тщётно пытался возвратиться к политической деятельности.